# Lu Xun (Wu)

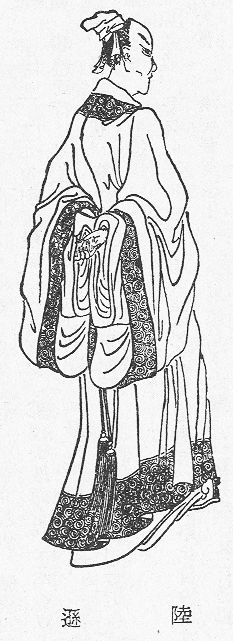
Lu Xun

Lu Xun (Boyan) (183-245) was een Chinees veldheer in Wu. Hij was getrouwd met de dochter van Sun Ce en was de vader van Lu Kang.

## Militaire loopbaan
Toen hij 21 jaar oud was (204), trad hij in dienst van Sun Quan. Zijn eerste militaire optreden was toen hij de Shanyue (een barbaarse stam in het zuiden van Wu) moest overwinnen. Dit lukte hem en hij steeg in rang.
In 219 slaagde hij er samen met Lu Meng in Guan Yu te verslaan en de Jingprovincie te heroveren. Na het Beleg van Maicheng werd Guan Yu gevangen en terechtgesteld.

## De Slag bij Yiling
Liu Bei, de keizer van Shu-Han en gezworen broeder van Guan Yu, was woedend. Hij zwoer wraak te nemen en trok met een enorm leger op naar Wu. Lu Xun werd tegen deze dreiging gestuurd, omdat na de dood van Lu Meng hij de enige goede strateeg in Wu was.
De legers troffen elkaar in 222 bij Yiling. Liu Bei was ongeduldig en viel elke dag de Wu-kampen aan. Lu Xuns officieren vonden hem te jong en te voorzichtig, maar Lu Xun had een strategie en bleef enkel verdedigen. 
Op het moment dat de wind goed stond, liet hij 's nachts zijn generaal Zhu Ran de kampen van de vijand in brand steken. Daarna viel hij zelf aan met het hoofdleger. Het Shu-leger, compleet verrast door deze zet, vluchtte alle kanten op. Liu Bei kon met enkele soldaten ontkomen.
Yiling geldt als de grootste overwinning van Lu Xun. Later zou hij het Wei-leger verslaan, zodat hij nog beroemder werd.
In 244 werd Lu Xun kort eerste minister van Wu, maar hij stierf het volgende jaar. Hij was 62 jaar.